# اکبرآباد (دلفان)
اکبرآباد (دلفان)، روستایی از توابع بخش مرکزی شهرستان دلفان در استان لرستان ایران است.

## جمعیت
این روستا در دهستان نورآباد قرار دارد و براساس سرشماری مرکز آمار ایران در سال ۱۳۸۵، جمعیت آن میانگین ۵۰۰ نفر (تقریبا"۱۰۰خانوار) بوده‌است.